# Christian Franqueville
Christian Franqueville, né le 14 mai 1949 à Saulxures-lès-Bulgnéville (Vosges), est un homme politique français. Membre du Parti socialiste, il est maire de Bulgnéville depuis 1983 et ancien député de la 4e circonscription des Vosges.

## Biographie
Né en 1949 à Saulxures-lès-Bulgnéville, il travaille d'abord à la Fromagerie de l'Ermitage, où il milite au sein de la section locale de la CFDT. Élu municipal de l'opposition dès 1977, il est élu en 1983 maire de la commune de Bulgnéville et toujours réélu depuis.
Membre du parti socialiste, il se présente aux élections législatives de 1997 comme dissident, son parti ayant choisi de soutenir une candidate écologiste sur la 4e circonscription des Vosges. Il arrive en deuxième position lors du premier tour avec 26,33 % des voix, loin devant la candidate des Verts à 9 %. Alors que Jean-Pierre Thomas (député sortant UDF-PR) était donné comme favori, Christian Franqueville l'emporte d'une courte tête avec 50,55 % des voix. Une requête en annulation, déposée par le député sortant, est rejetée par le Conseil constitutionnel.
Candidat à sa réélection en 2002, il est battu de peu par l'UMP Jean-Jacques Gaultier avec 49,23 % des suffrages. 
En 2007, il échoue à reconquérir son siège, étant nettement battu par le député sortant qui frôle la réélection au premier tour et réunit 55,72 % des voix au second. 
Aux élections législatives de 2012, il arrive en tête du premier tour et bat Jean-Jacques Gaultier de justesse, avec 50,37 %. Il siège au sein de la commission des affaires économiques de l'Assemblée Nationale. 
Candidat à sa réélection en 2017, il n'obtient pas l'investiture d’En Marche et se présente sous l’étiquette « majorité présidentielle ». Il est battu par Jean-Jacques Gaultier avec 46,5 % des suffrages.
Pour l'élection présidentielle de 2022, il est l'unique élu à donner son parrainage à l'ancien président de la République François Hollande.
Il est candidat dans la 4e circonscription des Vosges lors du scrutin de juin 2022.

## Détail des mandats et fonctions
- Depuis 1983 : maire de Bulgnéville (membre du conseil municipal depuis 1977)
- Depuis 1983 : vice-président du syndicat des eaux de Bulgnéville
- Depuis 1990 : président-fondateur de l'Association de développement économique du Pays de Bulgnéville entre Xaintois et Bassigny
- 1997 - 2002 et 2012 - 2017 : député des Vosges, élu dans la 4e circonscription
- 1992 - 2014 : président de la communauté de communes de Bulgnéville entre Xaintois et Bassigny
- 2010 - 2013 : vice-président du conseil régional de Lorraine, chargé de la filière « Forêt, Bois et Ameublement »
- 1988 - 1992 et 2004 - 2012 : conseiller régional de Lorraine
- 1994 - 2001 : conseiller général des Vosges, élu dans le canton de Bulgnéville